# Horst Claus Recktenwald
Horst Claus Recktenwald (* 25. Januar 1920 in Spiesen; † 28. April 1990 in Nürnberg) war ein deutscher Wirtschaftswissenschaftler, insbesondere Finanzwissenschaftler.

## Leben
Horst Claus Recktenwald studierte an der Universität Mainz, wo er auch promoviert wurde und sich habilitiert hat. Nach Professuren an den Universitäten Darmstadt und Freiburg/Breisgau wurde er 1963 auf den Lehrstuhl für Volkswirtschaftslehre, insbesondere Finanzwissenschaft, der Wirtschafts- und Sozialwissenschaftlichen Fakultät der Friedrich-Alexander-Universität Erlangen-Nürnberg berufen.
Er war unter anderem Mitherausgeber des Journal of Public Economics und der Zeitschrift Public Finance Quarterly. Er begründete die namhafte Faksimile-Edition der Klassiker der Nationalökonomie, an deren Kommentarbänden die führenden Forscher, darunter auch Nobelpreisträger der Wirtschaftswissenschaften, zu den jeweils herausgegebenen Werken mitwirkten.
Seine wissenschaftlichen Arbeitsschwerpunkte waren Ordnungstheorie und -politik sowie dogmenhistorischen Forschungen, insbesondere Adam Smith, dessen Wealth of Nations er ins Deutsche übersetzte. Daneben forschte er zur Theorie und Politik der öffentlichen Wirtschaft, so unter anderem zur Nutzen-Kosten-Analyse und zum öffentlichen Einnahmen- und Ausgabensystem.

## Preis für Nationalökonomie
Seine Frau, Hertha Auguste Recktenwald (4. März 1921–2. Februar 2008), Ehrensenatorin der Universität Erlangen-Nürnberg, gründete am 17. Dezember 1993 eine Stiftung mit dem Ziel, die Forschung auf dem Gebiet der Volkswirtschaftstheorie durch den H. C. Recktenwald-Preis für Nationalökonomie zu fördern. Er wurde erstmals 1995 vergeben. Bisherige Preisträger waren: Edmond Malinvaud (1995), Joseph E. Stiglitz (1998; Nobelpreisträger für Wirtschaftswissenschaften 2001), Paul Krugman (2000; Nobelpreisträger für Wirtschaftswissenschaften 2008), Paul Romer (2002) und Oliver E. Williamson (2004). Weitere Preisverleihungen sind nicht bekannt.

## Werke
- Die Gewährleistung der Vollbeschäftigung nach den Erkenntnissen der neueren nationalökonomischen Forschung, Dissertation, Universität Mainz, 1949
- Steuerinzidenzlehre. Grundlagen und Probleme. Habilitationsschrift, Universität Mainz. Volkswirtschaftliche Schriften, Heft 35. Berlin: Duncker & Humblot, 1958, 164 S.
- Das Kapitalbudget in finanz- und volkswirtschaftlicher Sicht. Tübingen: Mohr (Siebeck), 1962, 41 S. (Recht und Staat in Geschichte und Gegenwart; Heft 250/251).
- Steuerüberwälzungslehre. Theoretische und empirische Verteilung von Abgaben und Kosten. 2., überarb. und erg. Auflage. Volkswirtschaftliche Schriften, Heft 35. Berlin: Duncker & Humblot, 1966, 219 S., ISBN 3-428-01218-6 (1. Auflage, 1958, unter dem Titel „Steuerinzidenzlehre“).
- Die Finanzwissenschaft unserer Zeit. Stuttgart; Berlin; Köln; Mainz: Kohlhammer, 1965, 38 S. (Gegenwartsfragen aus Wirtschaft und Gesellschaft; Bd. 4)
- (Hrsg.): Lebensbilder großer Nationalökonomen. Köln: Kiepenheuer & Witsch, 1965 (auch englisch und spanisch)
- (Hrsg.): Gelehrte der Universität Altdorf. Nürnberg: Lorenz Spindler Verlag, 1966, 134 S. (enthält: H.C.Recktenwald: Aufstieg und Niedergang der Universität Altdorf.- Wilhelm Maurer: Altdorfer Theologen.- Hans Liermann: Juristen in Altdorf.- Magnus Schmid: Medici Universitatis Altorfinae.- Gerhard Pfeiffer: Gelehrte der Philosophischen Fakultät)
- (Hrsg.): Finanztheorie. Köln; Berlin: Kiepenheuer u. Witsch, 1969, 531 S. (Neue wissenschaftliche Bibliothek; 33: Wirtschaftswissenschaft); 2. Auflage, 1970
- Tax Incidence and income redistribution. An introduction. Translated by Martha V. Stolper. - Detroit: Wayne State University Press, 1971, 260 S. (Einheitssachtitel: Steuerüberwälzungslehre <englisch>)
- Die Nobelpreisträger der ökonomischen Wissenschaft. 4 Bände, Verlag Wirtschaft und Finanzen, Düsseldorf; bis Band 2 von H. C. Recktenwald herausgegeben, anschließend von Karl-Dieter Grüske
- (Hrsg. und Übersetzer): Adam Smith Der Wohlstand der Nationen. Eine Untersuchung seiner Natur und seiner Ursachen. Beck Verlag, München 1974, ISBN 3-406-05393-9
- Lexikon der Staats- und Geldwirtschaft. Ein Lehr- und Nachschlagewerk. München: Vahlen, 1983, 759 S., ISBN 3-8006-0832-4
- Wörterbuch der Wirtschaft. Mit Tabellen sowie einer Zeittafel. 11., neu gestaltete und erw. Aufl., Kröner Verlag, Stuttgart 1990, ISBN 3-520-11411-9 (Kröners Taschenausgabe, Bd. 114)
- Ordnungstheorie und ökonomische Wissenschaft. Univ.-Bund Erlangen-Nürnberg, Erlangen 1985, ISBN 3-922135-40-4
- Vademecum zu einem frühen Klassiker der ökonomischen Wissenschaft. Kommentar zur Faksimile-Ausgabe der 1767/68 in Leyden und Paris erschienenen Ausgabe von François Quesnay: Physiocratie ou constitution naturelle du gouvernement. Über François Quesnays „Physiocratie“. Vademecum zu einem frühen Klassiker. Verl. Wirtschaft und Finanzen, Düsseldorf 1987, ISBN 3-87881-021-0 (Die Handelsblatt-Bibliothek „Klassiker der Nationalökonomie“)
- Die fränkische Universität Altdorf. 2. Aufl., Spindler, Nürnberg 1990, 103 S., ISBN 3-88929-073-6 (1. Auflage, 1966)

## Ehrungen
Horst Claus Recktenwald war von 1978 bis 1981 Präsident und anschließend Ehrenpräsident des Institut International de Finances Publiques (IIPF). Er wurde 1983 in die Leibniz-Akademie der Wissenschaften und der Literatur in Mainz gewählt.